# Aleksandr Pipin
Aleksandr Nikolàievitx Pipin, rus: Александр Николаевич Пыпин (25 de març del 1833, Saràtov - 26 de novembre del 1904, Sant Petersburg) fou un escriptor rus, historiador, etnògraf i membre de l'Acadèmia de les Ciències de Sant Petersburg (1898). És cosí de Nikolai Nekràssov.

## Biografia
Pipin comença els seus estudis de literatura a la Universitat de Kazan el 1849, després acaba a la Universitat Imperial de Sant Petersburg el 1853. Comença a publicar a El Contemporani, revista publicada pel seu cosí Nekràsov, el 1863, després a El Missatger d'Europa, el 1867. S'oposa a la intervenció de l'Estat en el funcionament de les universitats.

## Obra
- Història de les lletres eslaves, en dos volums, 1879-1881.
- Història de la francmaçoneria russa del segle xviii al primer terç del segle XIX, en col·laboració amb Vladímir Spassovitx.
- Història de l'etnografia russa, en quatre volums, 1890-1892.
- Història de la literatura russa, en quatre volums, 1911-1914.